# Nümphisz
Nümphisz (Kr. e. 3. század) görög történetíró
Ptolemaiosz Euergetész idejében élt, a pontoszi Hérakleából származott. 24 könyvből álló általános történetet írt „Peri Alexandrosz kai tón diadokón kai epigonón" címmel, amely III. Ptolemaioszig terjedt. Egyéb munkái: „Peri Hérakleiasz" (szülőföldje története), „Periplousz Asziasz", amely munkáját Athénaiosz idézi. Művei néhány töredék kivételével elvesztek.